# Eduard Rivas Mateo
Eduard Rivas Mateo   (Esparreguera, 5 de maig de 1984) és un politòleg i polític català, actualment cap de gabinet del president de la Generalitat, Salvador Illa, i secretari de Coordinació Municipal del Partit dels Socialistes de Catalunya. Ha estat alcalde d'Esparreguera entre els anys 2015 i 2024 i president de la Federació de Municipis de Catalunya entre 2023 i 2024.

## Biografia
Va estudiar Ciències Polítiques i de l'Administració a la Universitat Pompeu Fabra, llicenciant-se l'any 2006. L'any 2007 va treballar com a tècnic a la Secretaria de Política Europea i Internacional del PSC alhora que cursava un Postgrau en Estudis de la Unió Europea a la Universitat Oberta de Catalunya.
Entre 2008 i 2015 va treballar com assessor parlamentari de Raimon Obiols i Javi López al Parlament Europeu en els àmbits d'afers exteriors i drets humans.

### Carrera política
Va ser elegit regidor a l'Ajuntament d'Esparreguera a les eleccions municipals de 2007 en la llista del Partit dels Socialistes de Catalunya. Durant el mandat 2007-2011, va formar part del govern municipal encapçalat per Francesca Fosalba com a regidor delegat d'Educació, Joventut i Societat de la Informació.
A les eleccions municipals de l'any 2011 va tornar a ser escollit regidor pel mateix partit. Al mandat 2011-2015 el grup municipal dels Socialistes va formar part de l'oposició al govern encapçalat per Joan-Paül Udina. Eduard Rivas va exercir les tasques de portaveu del grup municipal.
El 24 de maig de 2015, el Partit dels Socialistes de Catalunya va guanyar les eleccions municipals, obtenint 6 regidors. Eduard Rivas, qui encapçalava la llista municipal, va ser escollit alcalde el 13 de juny d'aquell mateix any.
A les eleccions municipals del 26 de maig de 2019, el PSC, una altra vegada amb Eduard Rivas com alcaldable, va guanyar les eleccions amb 9 regidors. Eduard Rivas va tornar a ser escollit alcalde pel mandat 2019-2023.
En el aquell mandat va participar en tant que alcalde en òrgans supramunicipals com al Consell Comarcal del Baix Llobregat, a la Federació de Municipis de Catalunya i al Consell de Governs Locals.
A les eleccions municipals del 28 de maig de 2023, el PSC, una altra vegada amb Eduard Rivas com alcaldable, va guanyar les eleccions amb 8 regidors. Eduard Rivas va tornar a ser escollit alcalde pel mandat 2023-2027.
El 18 d’octubre de 2023 va ser escollit president de la Federació de Municipis de Catalunya en el marc de la 34a Assemblea General.
En el 15è Congrés del Partit dels Socialistes de Catalunya de març de 2024 va ser escollit Secretari de Coordinació Municipal de la Comissió Executiva de la formació.
El 4 de setembre, Eduard Rivas va renunciar formalment a l'alcaldia d'Esparreguera i, en conseqüència a la presidència de la Federació de Municipis de Catalunya al ser nomenat cap del gabinet del president de la Generalitat de Catalunya, Salvador Illa. Fou substituït a Esparraguera per Juan Jurado.